# Stress (album)
Pour les articles homonymes, voir Stress (homonymie).
Albums de Anonymus
Ni vu, ni connu Instinct
Stress est le second album d'Anonymus. Cet album est le premier où la formation doit composer avec les dates limites imposées par une compagnie de disque ; c'est d'ailleurs de là que provient le titre de l'album. Contrairement au premier album qui était entièrement en français, cette fois-ci les morceaux sont présentés dans différentes langues comme l'anglais, l'espagnol, le français et l'italien ce qui représente bien la diversité culturelle des différents membres du groupe.

## Liste des morceaux
| No  | Titre                 | Durée |
| --- | --------------------- | ----- |
| 1.  | Sous pression         |       |
| 2.  | Un poing c'est tout   |       |
| 3.  | Questo e'l Destin     |       |
| 4.  | La vérité choc        |       |
| 5.  | This Life             |       |
| 6.  | Ad Vitam Aeternam     |       |
| 7.  | Un pied dans la tombe |       |
| 8.  | Sans dessein          |       |
| 9.  | Maquinas              |       |
| 10. | Casse-Tête            |       |
| 11. | F.L.Y.                |       |
| 12. | In Extremis           |       |